# Krukoviella disticha
Krukoviella es un género monotípico de plantas fanerógamas que pertenecen a la familia Ochnaceae.  Su única especie Krukoviella disticha, es originaria de Sudamérica donde se distribuye por Brasil y Perú.

## Taxonomía
Krukoviella disticha fue descrita por (Tiegh.) Dwyer   y publicado en Torreya 45: 71. 1945.
Sinonimia
- Godoya ulei Gilg
- Krukoviella scandens A.C. Sm.
- Planchonella disticha Tiegh.[3]